# Das Hohelied Der Herkunft
Das Hohelied Der Herkunft je album njemačkog RAC sastava Stahlgewitter, realiziran 2013. godine.

## Popis pjesama
| Br. | Skladba                     | Trajanje |
| --- | --------------------------- | -------- |
| 1.  | »Die Idee Ist Unbesiegt«    | 5:58     |
| 2.  | »Die Zahl Deiner Feinde«    | 3:57     |
| 3.  | »Die Letzten Goten«         | 4:27     |
| 4.  | »Das Hohelied Der Herkunft« | 4:55     |
| 5.  | »Deine Asche - Dein Grab«   | 5:22     |
| 6.  | »Besatzerpolitik I«         | 4:08     |
| 7.  | »Blendwerk Toleranz«        | 4:13     |
| 8.  | »Wenn Sie Alle Weichen«     | 4:34     |
| 9.  | »Boten Der Wahrheit«        | 5:31     |
| 10. | »Sie Wollen Uns«            | 3:17     |
| 11. | »Zugehört!«                 | 0:30     |

## Vanjske poveznice
- Stahlgewitter - Das Hohelied Der Herkunft (2013) FULL ALBUM na YouTube
- Stahlgewitter - Das Hohelied Der Herkunft na Discogs
- Stahlgewitter - Das Hohelied Der Herkunft na Last.fm